# Йоель Мвука
Йоель Мугіша Мвука (норв. Joel Mugisha Mvuka; нар. 12 листопада 2002, Берген) — норвезький футболіст бурундійсько-руандійського походження, півзахисник французького клубу «Лор'ян» та молодіжної збірної Норвегії. Виступав також за низку норвезьких і закордонних клубів. Чемпіон Швейцарії, дворазовий чемпіон Норвегії.

## Клубна кар'єра
Йоель Мвука народився 2002 року в місті Берген у родині бурундійсько-руандійського походження. Розпочав займатися футболом у школі клубу «Осане», проте в підлітковому віці йому довелося на 8 місяців призупиняти заняття футболом через проблеми з серцем. Після покращення стану здоров'я Мвука продовжив тренування У 2019 році футболіст розпочав виступи в головній команді клубу «Осане», в якій грав до 2021 року, взявши участь у 20 матчах чемпіонату.
У 2021 році Мвука став гравцем клубу «Буде-Глімт», у якому в цьому році став чемпіон Норвегії. 
На початку 2023 року футболіст перейшов до французького клубу «Лор'ян», проте його відразу відправили в оренду до «Буде-Глімт», де Мвука став уже дворазовим чемпіоном Норвегії. За півроку футболіст повернувся до «Лор'яна», проте на початку 2024 року норвежця з африканським корінням відправили в оренду до швейцарського клубу «Янг Бойз», у якому він став чемпіоном Швейцарії. На початку сезону 2024—2025 років Мвука повернувся до складу «Лор'яна».

## Виступи за збірні
У 2021 році Йоель Мвука дебютував у складі юнацької збірної Норвегії, загалом на юнацькому рівні взяв участь у 7 іграх.
З 2022 року Мвука грає у складі молодіжної збірної Норвегії. На молодіжному рівні зіграв у 12 офіційних матчах, забив 2 голи.

## Титули і досягнення
- Чемпіон Норвегії (2):

«Буде-Глімт»: 2021, 2023
- Чемпіон Швейцарії (1):

«Янг Бойз»: 2023–2024